# 네둔젤리얀 1세
네둔젤리얀 1세(타밀어: நெடுஞ்செழியன்)는 초기 판디아의 왕이다. 그는 아리야 파다이 카단타 네둔체지얀이라는 전설적인 칭호를 얻었으며 이는 아리아인 군대에 대한 그의 승리적인 정복을 의미한다.

## 고고학적 증거
그의 이름은 기원전 3세기의 망굴람 비문에 나타나 있다. 비문에는 상감 시대 판디안 왕인 네둔젤리얀 1세 (기원전 270년경)의 일꾼들이 자이나교 승려들을 위한 돌침대들을 만들었다고 언급되어 있다.

## 대중문화
네둔젤리얀 1세는 상감 시인 일랑고 아디갈이 쓴 서사시 실라파티카람에서 판디아의 왕으로 등장한다.
영화 품푸하르(1964)에서 O. A. K. 테바르가 네둔젤리얀 1세 역을 맡았다.

### 인용주
1. ↑  Also transliterated as Neṭuñceḻiyaṉ. (ISO 15919)

### 참조주
1. ↑  Kavitha, S. S. (2012년 9월 19일). “About a secular past”. 《The Hindu》.
2. ↑  Umamaheshwari, R. (2018년 1월 25일). 《Reading History with the Tamil Jainas: A Study on Identity, Memory and Marginalisation》 (영어). Springer. ISBN 978-81-322-3756-3.
3. ↑  Umamaheshwari, R. (2018년 1월 25일). 《Reading History with the Tamil Jainas: A Study on Identity, Memory and Marginalisation》 (영어). Springer. ISBN 978-81-322-3756-3.
4. ↑  Mahadevan, Iravatham (2003). 《Early Tamil Epigraphy from the Earliest Times to the Sixth Century A.D.》 (영어). Harvard University Press. ISBN 978-0-674-01227-1.

## 추가 읽기
- Sastri, K. A. Nilakanta. 《A History of South India: From Prehistoric Times to the Fall of Vijayanagar》. 115쪽.